# 五月幟
五月幟（ごがつのぼり、さつきのぼり）とは、男児が生まれたことを天の神に告げその守護を願い、両家の家紋を入れ立てられる空高く幟。5月5日の端午の節句の飾りとして用いる。その幟を五月晴れの空に向けて立てる事から五月幟または、武者絵幟、節句幟と呼ばれる。

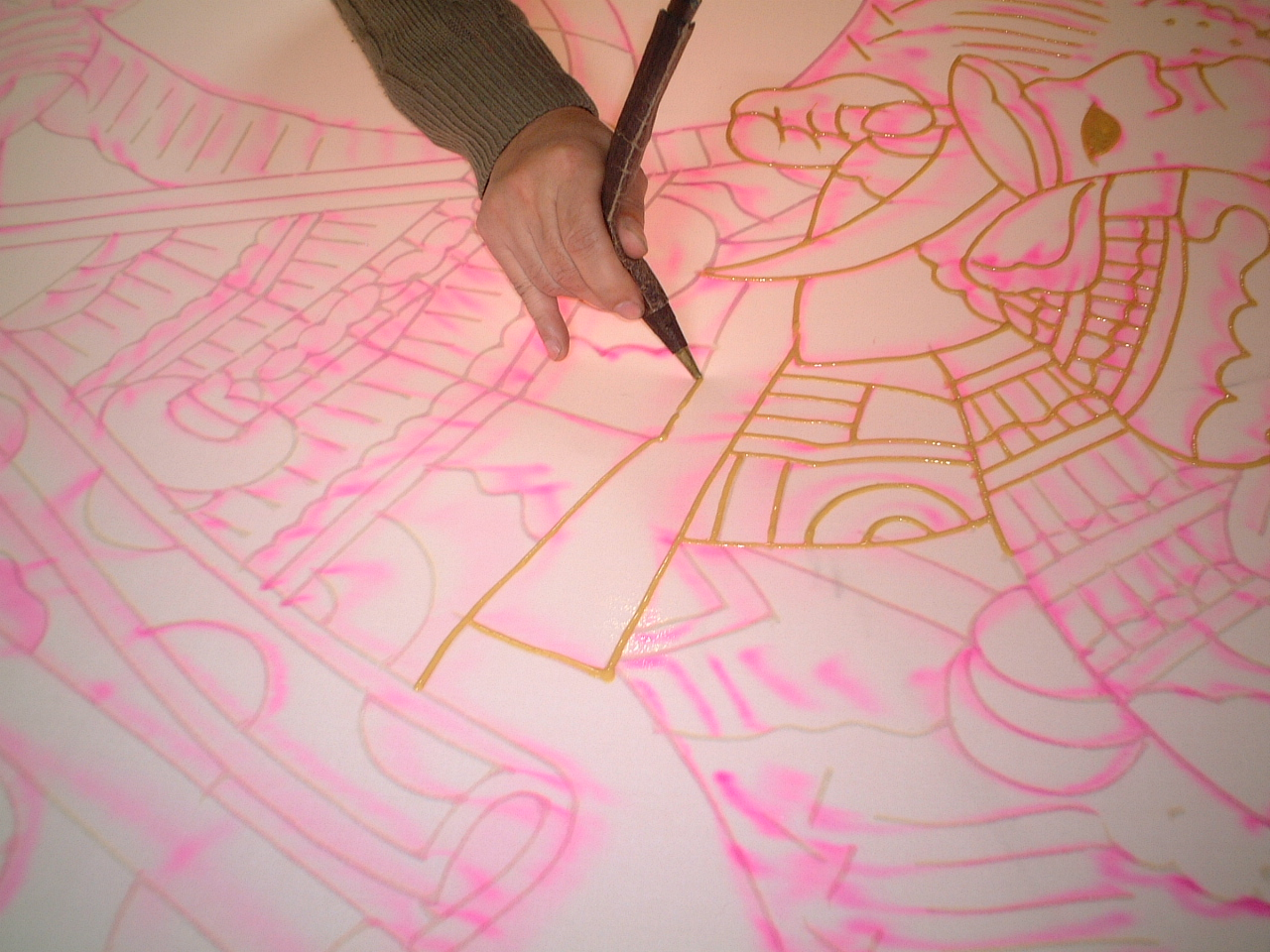
裏筒描き

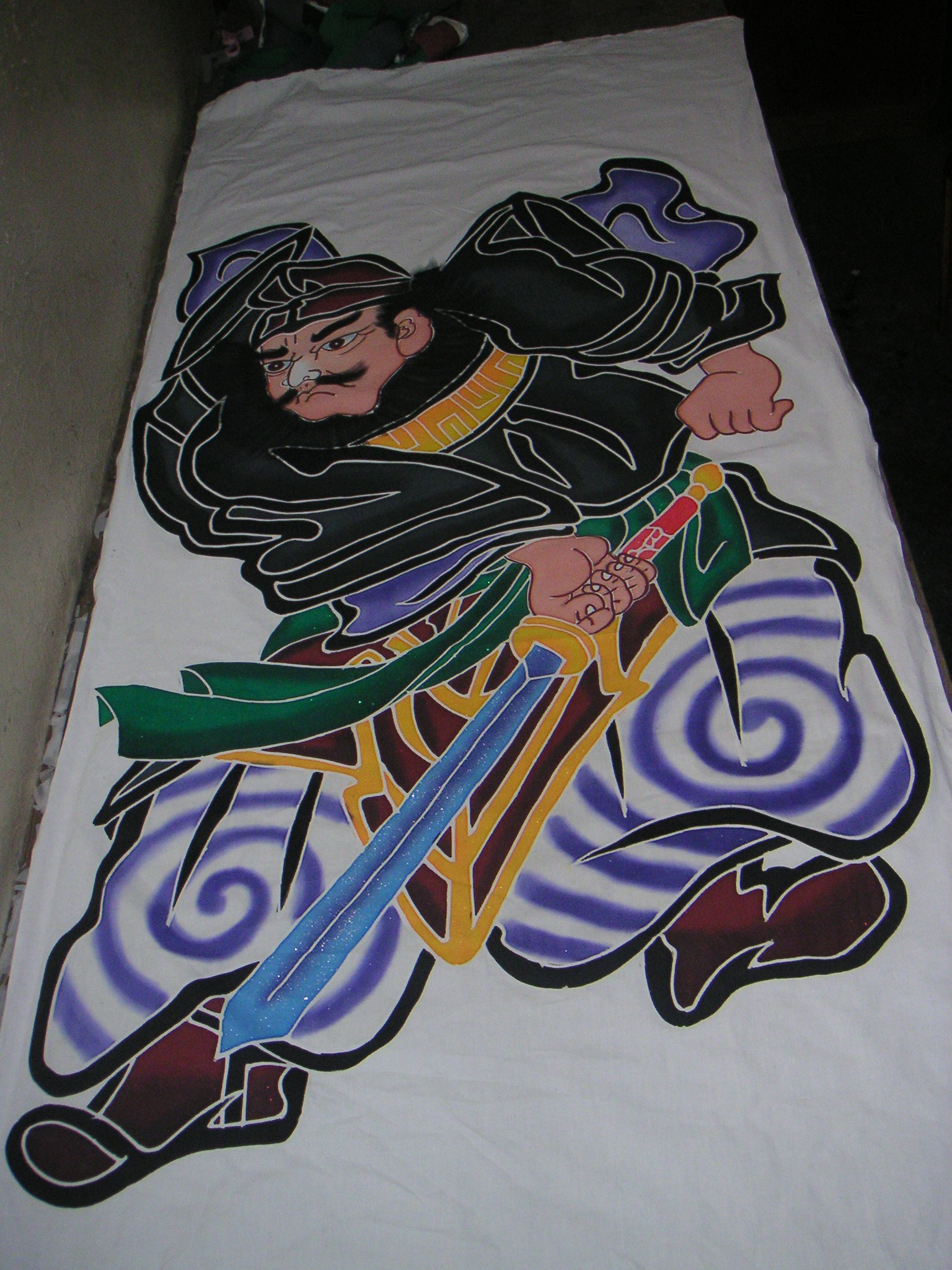
錘馗

五月幟の図柄には、鯉の滝昇り、牛若丸と弁慶、日本武尊、賤ヶ嶽七本槍、七福神、宇治川、富士の巻き狩り、川中島、竜虎、太閤加藤、鍾馗幟などがある。また戦時中は、肉弾三勇士、日清日露などを描いた図柄も用いられた。
幟の制作方法は
- 手描き幟 - 一枚ずつ手描きで作る絵画的な五月幟
- 筒描き幟 - 筒に防染糊を入れ先端から押し出して図柄を描いていく五月幟

筒描き武者絵のぼり　  
- 型染め幟 - 糊型染、友禅型染、シルクスクリーン染、など大量生産の五月幟

がある。